# Richard Matuszewski
Richard Matuszewski (Newark, 7 settembre 1964) è un ex tennista statunitense.

## Carriera
In carriera ha raggiunto una finale nel singolare all'Australian Indoor Championships nel 1988. Nei tornei del Grande Slam ha ottenuto il suo miglior risultato a Wimbledon raggiungendo il quarto turno nel singolare nel 1993.

## Statistiche

### Singolare

#### Finali perse (1)
| Numero | Anno            | Torneo                                  | Superficie | Avversario in finale | Punteggio     |
| 1.     | 16 ottobre 1988 | Australian Indoor Championships, Sydney | Cemento    | Slobodan Živojinović | 6-7, 3-6, 4-6 |